# Andreessen Horowitz

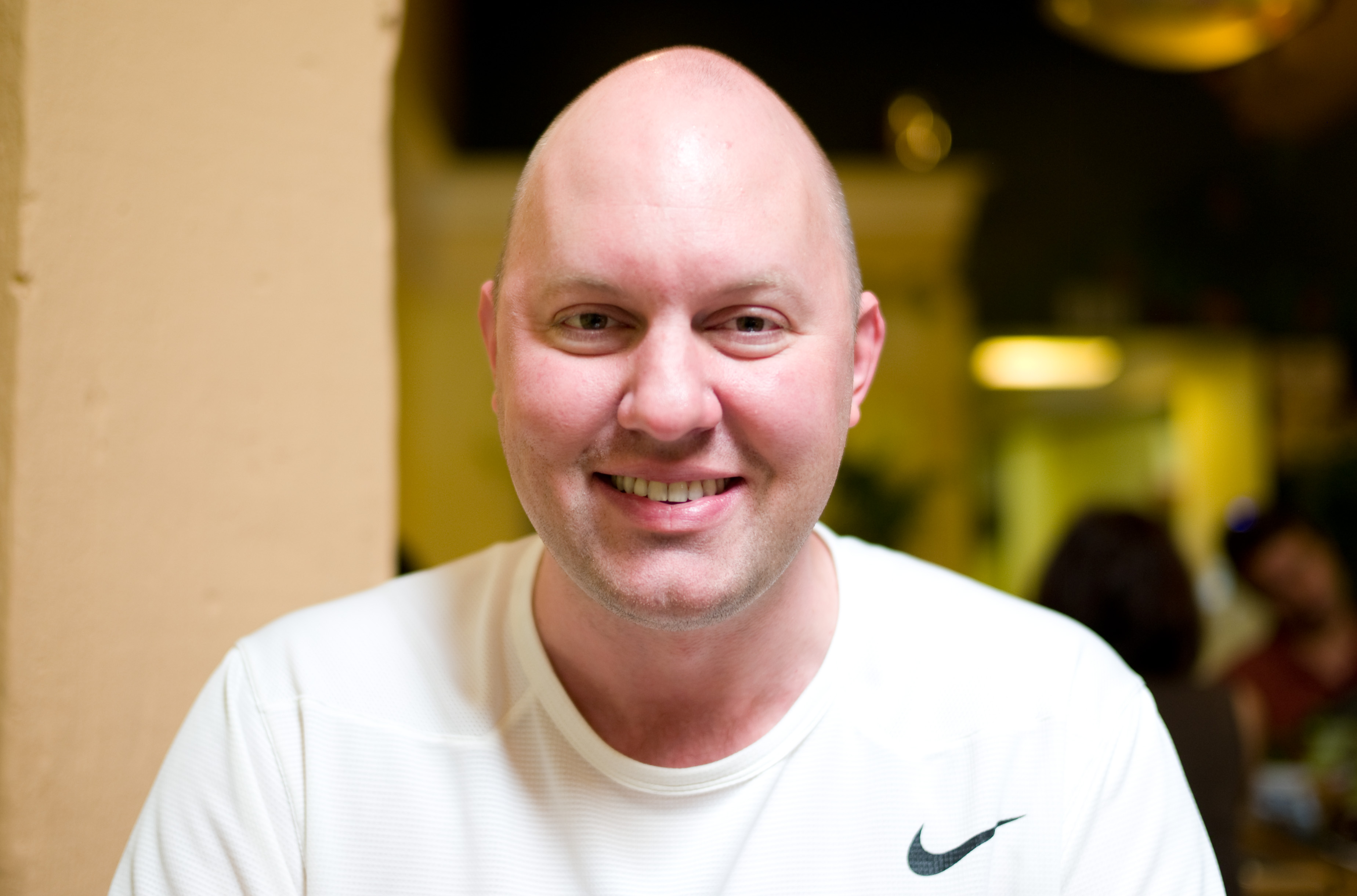
Marc Andreessen, 2008

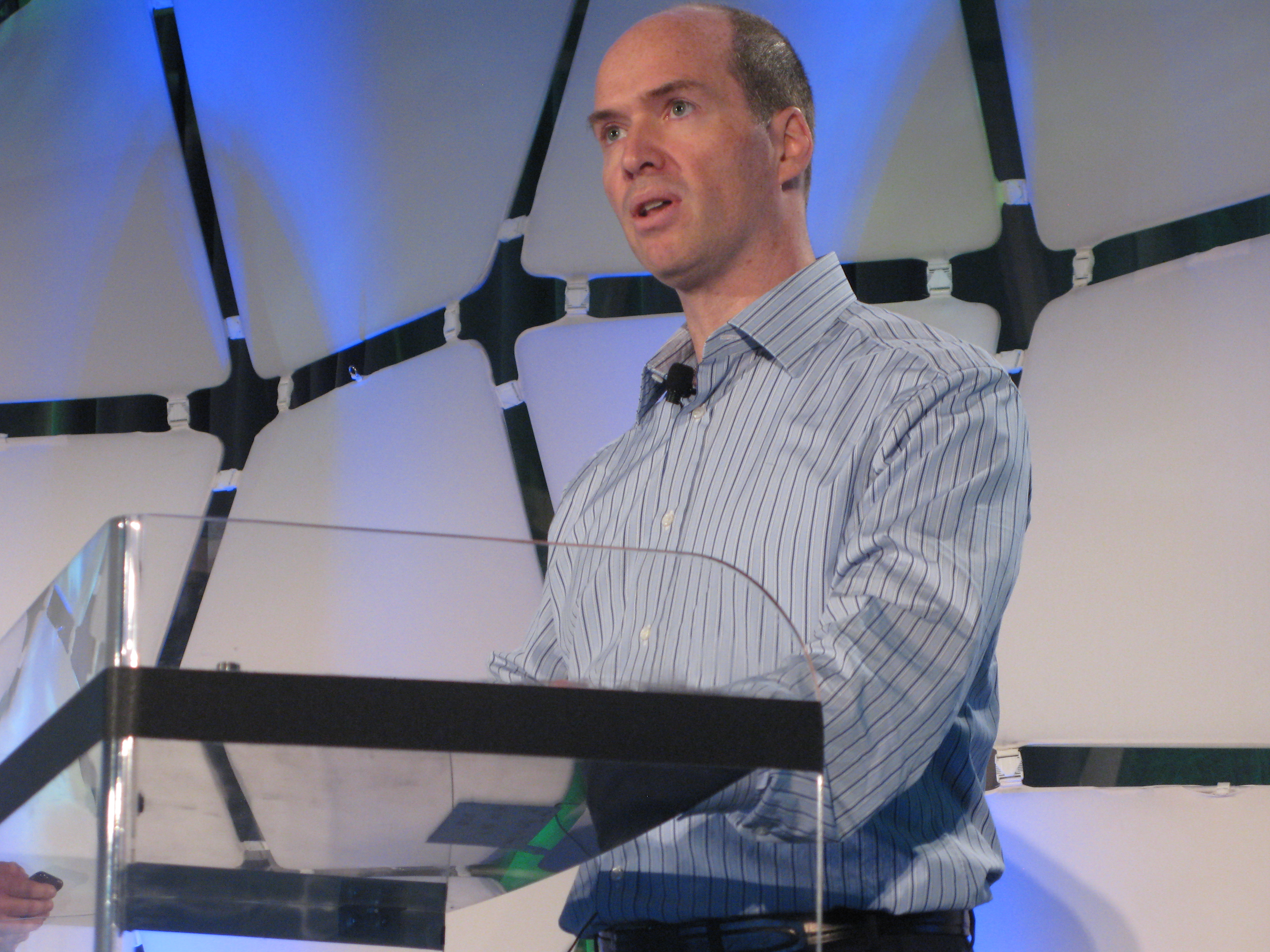
Ben Horowitz, 2010

Andreessen Horowitz (auch a16z genannt, rechtlicher Name AH Capital Management, LLC) ist eine private amerikanische Wagniskapitalfirma, die 2009 von Marc Andreessen und Ben Horowitz gegründet wurde. Der Hauptsitz des Unternehmens befindet sich in Menlo Park in Kalifornien. 
Andreessen Horowitz investiert sowohl in Start-ups in der Frühphase als auch in etabliertere Wachstumsunternehmen. Seine Investitionen erstrecken sich auf die Branchen Mobile Plattformen, Gaming, Social Media, E-Commerce, Bildung und Unternehmens-IT (einschließlich Cloud Computing, Security und Software as a Service). Bei einem Börsengang oder Weiterverkauf der Unternehmensanteile fährt Andreessen Horowitz im Falle einer günstigen Geschäftsentwicklung dann einen Gewinn ein. Seit einer Umstrukturierung im Jahre 2019 kann das Unternehmen auch in spekulativere Anlageformen wie Kryptowährungen investieren.

## Geschichte
Zwischen 2006 und 2010 investierten Andreessen und Horowitz aktiv in Technologieunternehmen. Getrennt und gemeinsam investierten sie 80 Millionen Dollar in 45 Start-ups, darunter Twitter. Während dieser Zeit wurden die beiden als Super-Angel-Investoren bekannt.
Am 6. Juli 2009 gründeten Andreessen und Horowitz ihr gemeinsames Wagniskapitalunternehmen unter dem Namen Andreessen Horowitz und legten ihren ersten Risikokapitalfonds mit einer Anfangskapitalisierung von 300 Mio. Dollar auf. Eines der ersten Investments war Skype, welches später an Microsoft verkauft wurde. Im November 2010, zu einer Zeit, in der sich die Branche in einer Krise befand, sammelte das Unternehmen weitere 650 Mio. US-Dollar für einen zweiten Risikokapitalfonds ein. In weniger als zwei Jahren verwaltete die Firma insgesamt 1,2 Mrd. Dollar über die beiden Fonds. 2020 belief sich das verwaltete Vermögen auf 16,5 Mrd. Dollar, davon 865 Mio. in einem auf Kryptowährungen spezialisiertem Fonds. Im April 2021 kündigte A16z einen weiteren Krypto-Fond in Höhe von 1 Milliarde US-Dollar an.
Andreessen Horowitz verwaltet Investitionen in Höhe von 18 Milliarden US-Dollar (Stand August 2021).
Am 16. Oktober 2023 veröffentlichte das Unternehmen auf seiner Webseite einen als The Techno-Optimist Manifesto („Das Techno-Optimistische Manifest“) betitelten Text Andreessens, der technologischen Fortschritt und Individualität als Maximen anpreist. Neben zahlreichen literarischen Verweisen werden zahlreiche Gruppen und Prinzipien als „Feinde“ dieser Zukunftsvision benannt, darunter die Sustainable Development Goals (SDG) der Vereinten Nationen (UN), Corporate Social Responsibility (CSR), Risikomanagement, das Vorsorgeprinzip, sowie die Grenzen des Wachstums.

## Investments (Auswahl)
Die folgende Liste gibt einen Überblick über Unternehmen, in die Andreessen Horowitz investiert hat:
- Affirm
- Airbnb
- Asana Inc.
- Axie Infinity[8]
- BeReal[9]
- BreederDAO[10]
- BuzzFeed
- Bitski[11]
- Clubhouse
- Coinbase[12]
- Dapper Labs[13]
- Facebook
- Flow (Blockchain)[14]
- GitHub
- Groupon
- Instacart
- Instagram
- Lyft
- Medium
- OpenSea
- Pinterest
- Ripple
- Roblox
- Skype
- Slack Technologies
- Substack
- Twitter
- Uniswap
- Yuga Labs[15]
- Zynga

Eine vollständige Liste aller Investments ist auf der Website von Andreessen Horowitz zu finden.